# 제임스 테버니어
제임스 헨리 테버니어(James Henry Tavernier, 1991년 10월 31일 ~ )는 잉글랜드의 축구 선수이다. 현재 스코틀랜드 프리미어십의 레인저스에서 라이트백로 뛰고 있다.

## 수상 경력
뉴캐슬 유나이티드
- 풋볼 리그 챔피언십: 2009-10